# Archimantis quinquelobata
Archimantis quinquelobata är en bönsyrseart som beskrevs av Johann Gottlieb Otto Tepper 1905. Archimantis quinquelobata ingår i släktet Archimantis och familjen Mantidae. Inga underarter finns listade i Catalogue of Life.